# ميغفي
ميغفي (بالصينية: 旷视) هي شركة صينية للذكاء الاصطناعي متخصصة في تقنيات التعرف الآلي على الأوجه، و في التعلم المتعمق. يوجد مقر الشركة بالعاصمة الصينية بكين، ووصلت قيمتها سنة 2019 إلى 4 مليارات دولار.
في اكتوبر 2019، وضعت حكومة الولايات المتحدة الأمريكية الشركة على لائحتها السوداء لاتّهامها بانتهاك حقوق الإنسان، كما اتهمتها عدة منظمات لحقوق الإنسان بأنها صممت عدة تقنيات لتحديد المجموعات العرقية، وبالضبط منها مسلمو الأويغور، وذلك بغرض مراقبتهم. نفت ميغفي هذه الأخبار، واعتبرت ذلك سوء فهم.